# 43806 Augustepiccard
43806 Augustepiccard è un asteroide della fascia principale. Scoperto nel 1991, presenta un'orbita caratterizzata da un semiasse maggiore pari a 2,4533248 UA e da un'eccentricità di 0,1801344, inclinata di 3,74215° rispetto all'eclittica.